# (37011) 2000 TZ48
2000 TZ48 (asteroide 37011) é um asteroide da cintura principal. Possui uma excentricidade de 0.05746170 e uma inclinação de 10.54723º.
Este asteroide foi descoberto no dia 1 de outubro de 2000 por LINEAR em Socorro.